# Bianca Matković
Bianca Matković (ur. 24 kwietnia 1974 w Villingen-Schwenningen) – chorwacka polityk, urzędniczka państwowa i przedsiębiorca, deputowana, w latach 2009–2010 minister bez teki.

## Życiorys
Ukończyła szkołę średnią w Zagrzebiu, a w 1999 studia ekonomiczne na Uniwersytecie w Zagrzebiu. W 2000 została absolwentką akademii dyplomatycznej przy chorwackim resorcie spraw zagranicznych. W 1997 podjęła pracę w tym ministerstwie, była m.in. doradczynią wiceministra, zastępczynią naczelnika departamentu projektów rozwojowych i zastępczynią szefa gabinetu wiceministra spraw zagranicznych. Zaangażowała się w działalność polityczną w ramach Chorwackiej Wspólnoty Demokratycznej (HDZ). Była członkinią prezydium partii i przewodniczącą jej organizacji kobiecej. W latach 2003–2008 w randze sekretarza stanu kierowała kancelarią premiera Iva Sanadera.
W wyborach w 2007 uzyskała mandat posłanki do Zgromadzenia Chorwackiego. W 2008 została sekretarzem stanu w ministerstwie spraw zagranicznych i europejskich, stanęła też na czele delegacji do spraw przystąpienia Chorwacji do NATO. Od lipca 2009 do marca 2010 pełniła funkcję ministra bez teki w rządzie Jadranki Kosor. Po odejściu z gabinetu do 2011 wykonywała mandat deputowanej VI kadencji.
Zrezygnowała później z bieżącej polityki, podejmując pracę w sektorze prywatnym. Zajęła się doradztwem w zakresie marketingu i promocji. Pracowała m.in. nad kampaniami promującymi chorwacki pawilon na Expo 2020 w Dubaju oraz szczepienia przeciw COVID-19.